# Мармолехо (вулкан)
Мармолехо (исп. Marmolejo) — стратовулкан на границе между Аргентиной (провинция Мендоса) и Чили (Столичная область). Высота — 6109 м. Расположен к северу от более молодого действующего вулкана Сан-Хосе. Имеет кальдеру шириной 4 км. Её северо-западная часть разрушена, что в своё время стало причиной появления массивного оползня.